# Карлівка (Покровський район)
Ка́рлівка — село Новогродівської міської громади Покровського району Донецької області, Україна.

## Загальні відомості
Розташоване біля дамби Карлівського водосховища. Територія села межує із землями с. Нетайлове Ясинуватського району та с. Калинове Покровського району Донецької області.

## Історія
Село засноване 1885 р. під назвою Карпівка менонітськими вихідцями з молочанських колоній. Назву отримало за прізвищем колишнього землевласника Карпова. Менонітська община Мемрик. Землі 1260 десятин. Вітряк Г. Вінса (1886), паровий млин (1903), школа (1887).
7 (20) листопада 1917 року, відповідно до Третього Універсалу Української Центральної Ради, увійшло до складу Української Народної Республіки.

## Війна на сході України
У квітні 2014 року, в ході війни на сході України село було окуповане російськими бойовиками, 23 травня неподалік селища відбувся один з перших боїв батальйону «Донбас», що намагався атакувати укріпрайони військ самопроголошеної ДНР, бій тривав 4 години та закінчився засідкою та втратами щонайменше п'яти військових для Батальйону.Через ще декількох місяців боїв село було звільнене від російської окупації.

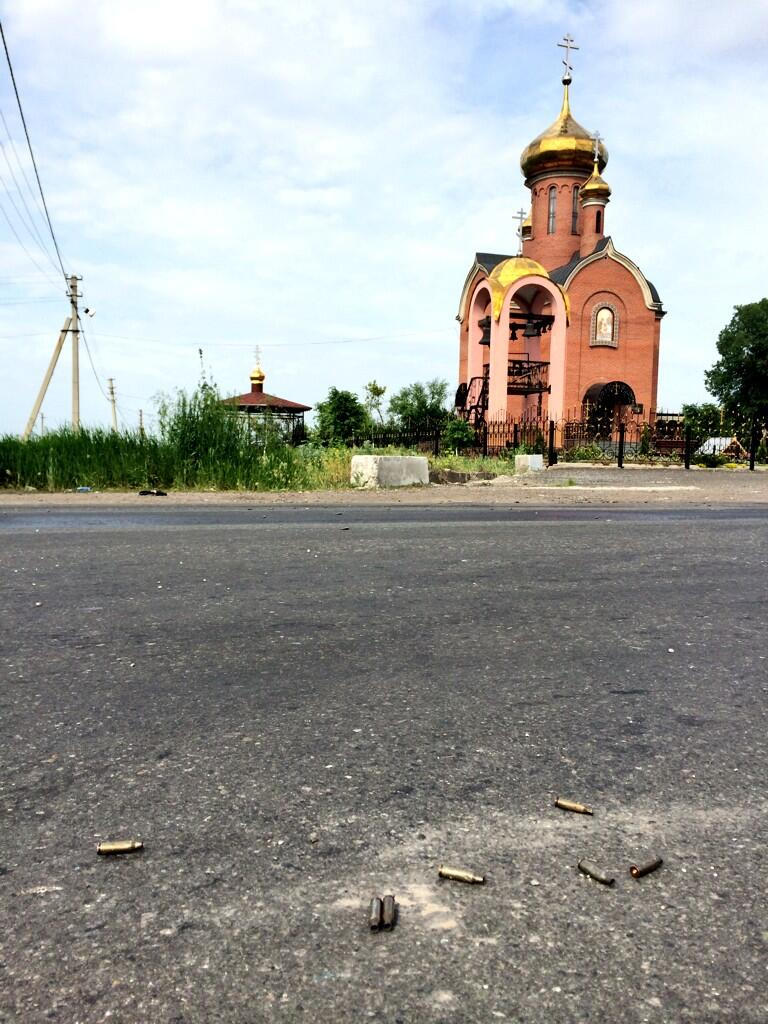
Карлівка, 23 травня 2014

.

## Російське вторгнення в Україну (з 2022)
Вранці 24 лютого 2022 року російські війська розпочали вторгнення в Україну, у тому числі розпочали наступ з окупованих у 2014 році територій Донецької області
На початку квітня 2024 року російські війська посилили тиск на село., перед цим постійно його обстрілюючи з Авдіївки і одночасно наступаючи на Часів Яр. 
У червні вони підійшли впритул до села, а наприкінці серпня повторно окупували його.

## Населення
| Рік  | Кількість населення |
| ---- | ------------------- |
| 1911 | 149                 |
| 1919 | 150                 |
| 1926 | 315                 |

Згідно з переписом УРСР 1989 року чисельність наявного населення села становила 498 осіб, з яких 219 чоловіків та 279 жінок.

### Мова
Розподіл населення за рідною мовою за даними перепису 2001 року:
| Мова       | Кількість | Відсоток |
| ---------- | --------- | -------- |
| російська  | 204       | 49.28%   |
| українська | 203       | 49.03%   |
| вірменська | 6         | 1.45%    |
| білоруська | 1         | 0.24%    |
| Усього     | 414       | 100%     |

За даними перепису 2001 року населення села становило 414 осіб, із них 49,03 % зазначили рідною мову українську, 49,28 % — російську, 1,45 % — вірменську та 0,24 % — білоруську мову.